# Kommersiella sloganer
Kommersiella sloganer är korta fraser som syftar till att folk ska köpa specifika produkter eller produkter från ett visst företag. Stora företag satsar ofta mycket på just sloganer som är en viktig del av marknadsföringen av produkten.

## Exempel på sloganer
- Ta't lugnt, ta en Toy[1]
- Killar med sprätt i gillar Mazetti[2]
- Mmm... Marabou[3]
- Smaken man aldrig glömmer (Marabou)[3]
- Sprite. Obey Your Thirst.[4]
- Drink Fanta, stay Bamboocha[5]
- 7 Up. Now 100% Natural
- Max your life (Pepsi Max)[5]
- Been there, seen that, done that. (Pepsi Max)
- Det finns bara ett sätt att stoppa den - i munnen (Ahlgrens bilar)[6]
- Hälsan för halsen (Bronzol)[7]
- Försvinnande god (Zingo)[8]
- What a beautiful feeling. I'm feeling good and I'm having fun. (Fun Light)
- Tag det rätta, tag Cloetta[9]
- Extra large taste (XL Cola)[10][11]
- "Connecting People" (Nokia)[5]
- "Taking you forward" (Ericsson)[12]
- "Panasonic - Ideas for life" (Panasonic)[13]
- "Hello Moto" (Motorola)[5]

## Företag med en serie av sloganer
- Coca-Cola, se Coca-Cola-slogans

### Övriga källor
- https://web.archive.org/web/20150321095604/http://www.copywriter.se/copywriters/minns-du-45-slogans-fran-1900-talets-reklamsverige.html